# Никита (америчка ТВ серија)
Никита (енгл. Nikita) је америчка акционо-трилер-драмска телевизијска серија која се емитовала на мрежи The CW од 9. септембра 2010. до 27. децембра 2013. године у Сједињеним Државама. Серија је адаптација француског филма Никита Лука Бесона, друга таква адаптација након серије Никита из 1997. године.
Серија се фокусира на Никиту (Меги Кју), жену која је побегла из тајне организације коју финансира влада позната као „Дивизија” и, након трогодишњег периода скривања, вратила се да сруши организацију. Главне улоге у различитим сезонама су Кјуова, Линдси Фонсека, Шејн Вест, Арон Станфорд, Мелинда Кларк, Ксандер Беркли, Ноа Бин, Тифани Хајнс, Ештон Холмс, Дилон Кејси и Девон Сава.

## Радња
Серија се фокусира на Никиту Мирс, жену која је побегла из тајне организације коју финансира америчка влада, позната као Дивизија, а након три године скривања, вратила се да сруши Дивизију. Дивизија, коју је створила и надзирала организација под називом Надзор, одговорна је за црне операције, укључујући шпијунажу, саботажу и атентате. Под вођством свог првог директора и оснивача, Пеерсивал „Перси” Роуз, Дивизија је постала зла и врши убиства испод стола за изнајмљивање. Да би се заштитио, Перси је створио серију „црних кутија”, чврстих дискова који садрже сваки посао који је Дивизија икада обавила, као средство да спречи Надзор да га уклони и/или заврши Дивизију. Персијеве црне кутије скривене су на тајним локацијама широм света, под заштитом Чувара, високих агената Дивизије.
Дивизија попуњава своје редове регрутовањем младих људи са проблематичним пореклом, често директно из затвора. Дивизија лажира смрт новака, брише све доказе о њиховим прошлим животима и обликује их у ефикасне шпијуне и убице. Регрути углавном немају слободу да напусте агенцију. Регрути могу бити „отказани” (убијени) ако се њихов напредак сматра незадовољавајућим, и у ту сврху, Дивизија имплантира регруте са уређајима за праћење и убија чипове.
Никиту је регрутирала Дивизија када је била дубоко узнемирена тинејџерка, у смртној казни. Дивизија ју је спасила, лажирала је смрт и рекла јој да добија другу прилику да започне нови живот и служи својој земљи. Током свог исцрпљујућег тренинга, Никита никада није изгубила хуманост. Једном када је дипломирала од регрута за теренског агента, прекршила је правила Дивизије заљубивши се у цивила, за кога се верила и планирала да побегне. Када је Дивизија сазнала и убила Никитиног вереника, Никита је постала преварант. Мисија јој је срушити Дивизију, као начин да се освети свом веренику и окаје за грехе које је починила као агент Дивизије. Перси наређује Мајклу, оперативцу дивизије који је обучавао Никиту, да се обрачуна с њом.
Напољу, Никита обучава младу жену по имену Алекс, коју је као дете спасила Никита током мисије која је убила Алексиног оца пре много година. Никита је послала Алекс да постане регрут у Дивизији, радећи као кртица да би стекла интелигенцију. Током прве сезоне Никита ради на ометању операција Дивизије, уз подршку Алексине интелигенције изнутра. Никита такође среће Гогоља, руско одељење безбедности и утврђеног непријатеља Дивизије. Никита полако доводи на своју страну и друге савезнике, укључујући Мајкла када схвата прави обим Персијеве корупције, као и сопствена осећања према Никити. На крају сезоне, Никита успева да поремети Персијев план да преузме Цију и стекне њено строго поверљиво финансирање. Међутим, она је принуђена да крене у бекство са Мајклом. У исто време, Никита губи Алекс када се она открије да је Никита убила њеног оца у мисији Дивизије пре много година. Када се Алекс разоткрије као Никитина кртица и нађе се на милости и немилости Дивизије и Надзора, Аманда нуди Алекс договор: да помогне Дивизији да заустави Никиту и Дивизија ће помоћи Алекс да обори човека који је наредио ударац њеном оцу. 
У другој сезони, Никита и Мајкл се усредсређују и притискају своје напоре против Надзора, настојећи да униште групу, која ће истовремено осакатити Дивизију. Дивизија се променила, Перси је закључан због својих акција у првој сезони, а Аманда је преузела контролу над организацијом, а Надзор јој је надзирао. Алекс је уперила поглед на Сергеја Семака, очеву десну руку и такође одговорног за наређивање његове смрти, који је преузео Зетров, очеву компанију и контролора Гогоља. Никита и Мајкл успевају да разоткрију и/или убију већи део надзора, уз помоћ СМејмура Биркофа, бившег шефа одељења, који је напустио организацију након што је Перси затворен. Покушавајући да сруше Надзор, Никита и Мајкл лове преостале црне кутије, коначно уништавајући све осим једне. Последња црна кутија пала је у руке Гогољевог вође Арија Тасарова, за кога се касније открива да је Амандин љубавник и излаже је као издајицу. Уз помоћ последњег од Чувара, Перси бежи из затвора и успева да сруши Амандину контролу над Дивизијом, шаљући Арија и њу у скривање, заједно са последњом црном кутијом. Перси такође успева да убије све чланове Надзорства и постави план за употребу плутонијума за стицање чланства у непознатој групи моћника. Немајући другог избора, Никита и Мајкл одлучују да ситуацију изнесу председнику, уз помоћ Рајана, који Никити помаже у њеној мисији од прве сезоне. Алекс се помири са Никитом, након што је коначно срушио Семака и обновио очево друштво. Док њени савезници покушавају да зауставе Персијевог човека коме највише верују, Роан, да користи плутонијум за дизање у ваздух дивизије Вашингтон, Никите и Мајкла, успевајући да разоткрије Персија због његове корупције и злих дела, окончавши његово вођство над организацијом. Никита убије Персија након покушаја бекства, а Роана Алекс убија пре него што је успео да покрене плутонијум. Потпредседник додељује Рајана за новог директора Дивизије и даје Никити задатак да лови Аманду и последњег агента Дивизије који су постали зли. 

## Улоге и ликови
Ликови су поређани по редоследу заслуга за наслов и према наступу у серији.
| Глумац         | Лик                           | Сезоне   | Сезоне   | Сезоне | Сезоне |
| Глумац         | Лик                           | 1.       | 2.       | 3.     | 4.     |
| -------------- | ----------------------------- | -------- | -------- | ------ | ------ |
| Меги Кју       | Никита Мирс                   | Главна   | Главна   | Главна | Главна |
| Шејн Вест      | Мајкл Бишоп                   | Главна   | Главна   | Главна | Главна |
| Линдси Фонсека | Алекс Удинов                  | Главна   | Главна   | Главна | Главна |
| Арон Станфорд  | Сејмур Биркоф / Лајонел Пелер | Главна   | Главна   | Главна | Главна |
| Ештон Холмс    | Том                           | Главна   |          |        |        |
| Тифани Хајнс   | Џејден                        | Главна   |          |        |        |
| Мелинда Кларк  | Хелен "Аманда" Колинс         | Главна   | Главна   | Главна | Главна |
| Ксандер Беркли | Персивал "Перси" Роуз         | Главна   | Главна   |        |        |
| Дилон Кејси    | Шон Пирс                      |          | Главна   | Главна |        |
| Боа Бин        | Рајан Флечер                  | Повратна | Повратна | Главна | Главна |
| Devon Sawa     | Овен Елиот / Сем Метјуз       | Повратна | Повратна | Главна | Главна |